# Abullahagens naturreservat
Abullahagen är ett naturreservat i Västra Sallerups socken i Eslövs kommun i Skåne. Det är beläget i de sydöstra delarna av tätorten Eslöv. 1994 blev Abullahagen naturreservat, det består av cirka 35 hektar betesmark och cirka 3 hektar vatten. Det ingår i nätverket Natura 2000. Inom reservatet finns sjön Långakärr.
I Abullahagen finns det flera fornlämningar. En av dessa är ett gravfält från järnåldern (500 f.Kr. – 1050 e.Kr.).

## Flora och fauna
Inom reservatet finns flera växter som t.ex. kattfot, jungfrulin, backtimjan, slåttergubbe och svinrot. Det finns även fridlysta växtarter som backsippa, göknycklar, Sankt Pers nycklar och den sällsynta klasefibblan.

## Bilder

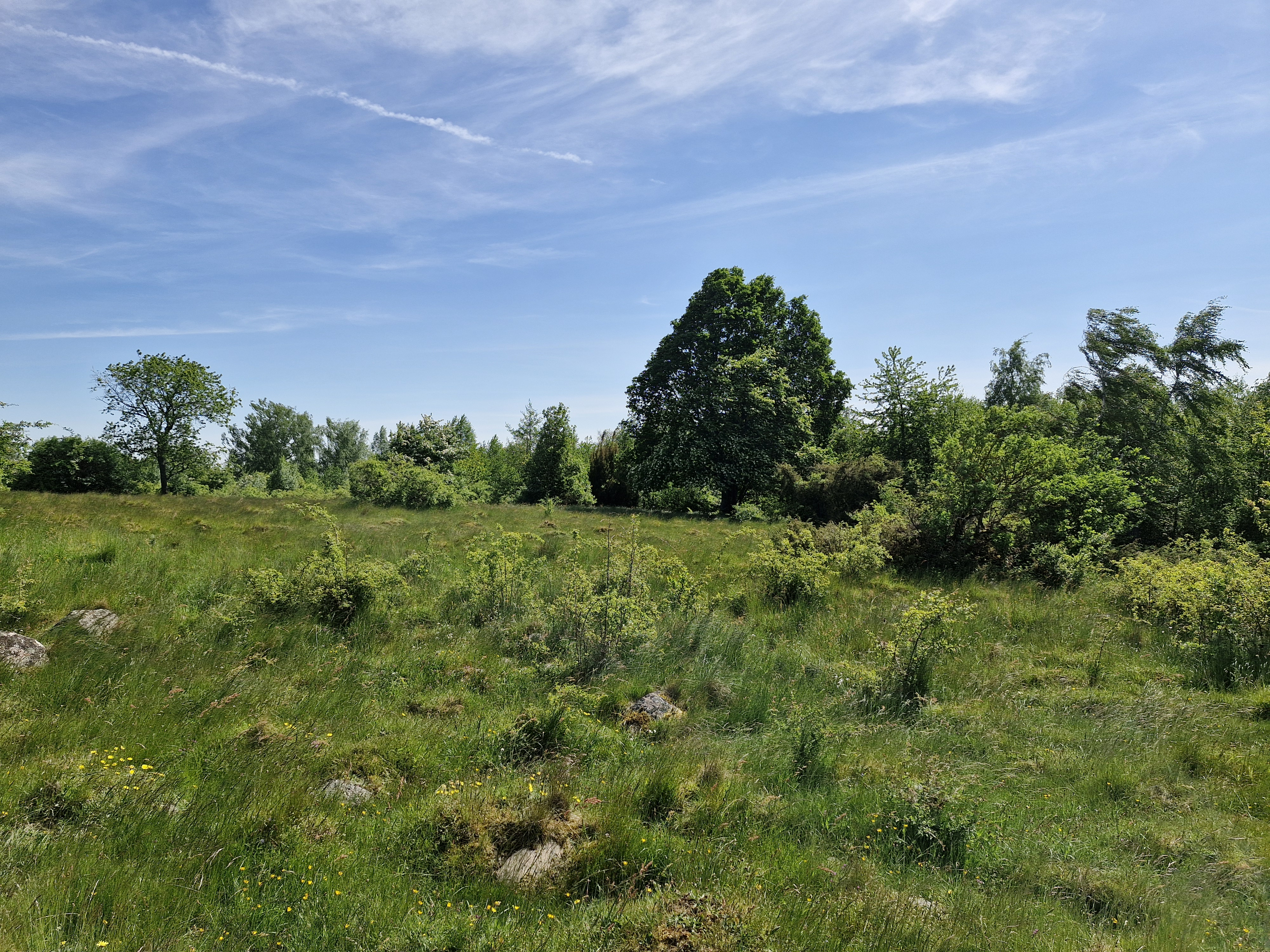
Abullahagen, maj 2024
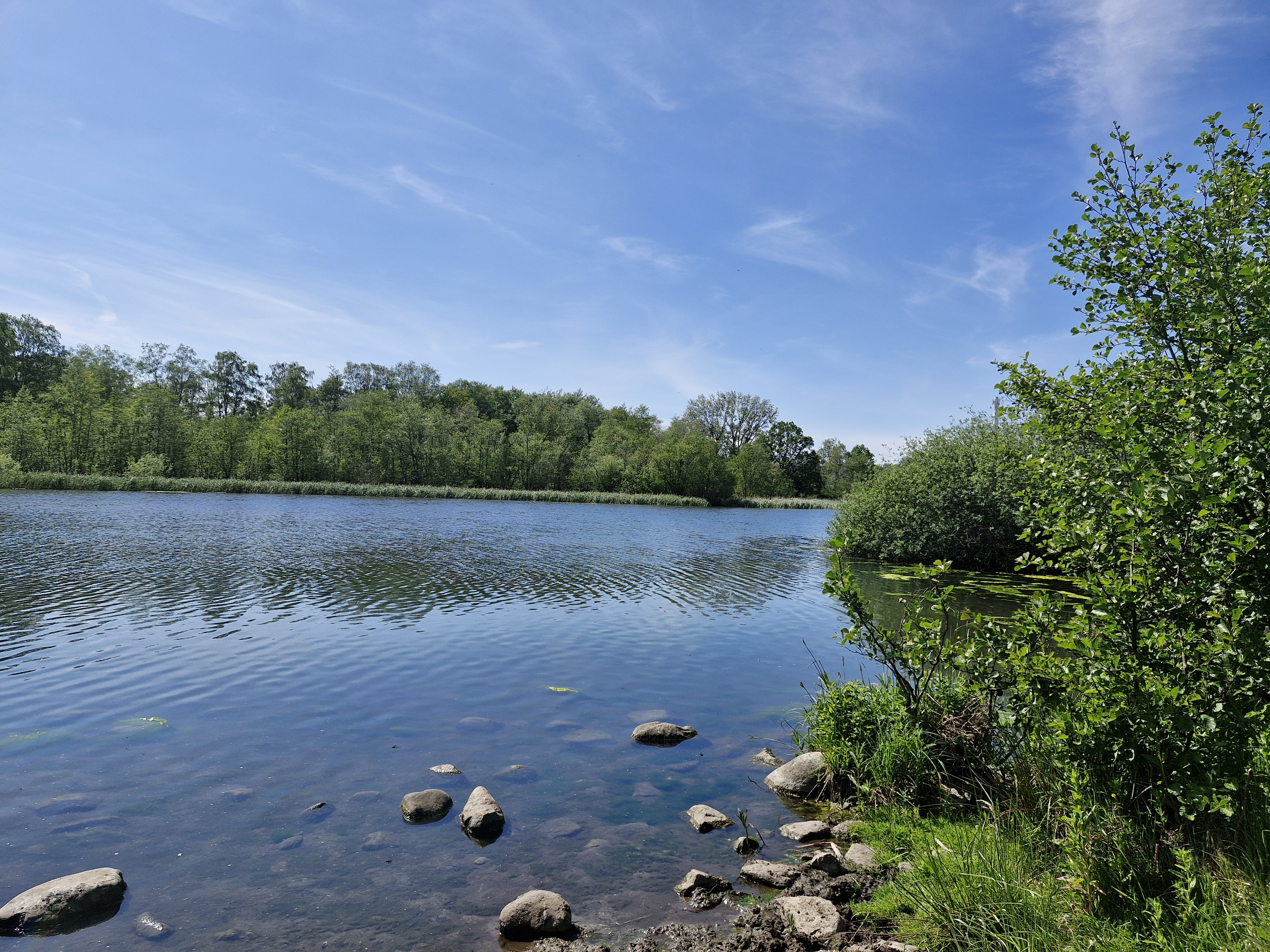
Långakärr, maj 2024